# Bridport (Tasmanie)
Bridport est une petite ville côtière, au nord-est de la Tasmanie, en Australie. Elle fait partie du conseil de Dorset (Dorset Council en anglais). Au recensement de 2011, Bridport comptait 1 248 habitants.
Située sur Anderson Bay, Bridport est un lieu de vacances dont la population augmente de façon importante en été. Les sports aquatiques sont très pratiqués grâce à ses plages : natation, voile...
Parmi les services offerts se trouvent les supermarchés, hôtels, pharmacie, boulangerie, boucherie, magasins de vêtements, parcours de golf, terrains de jeu de boules, club de voile, cabinet médical, office de tourisme, parc pour caravanes et tout un tas de services liés au tourisme.

## Histoire

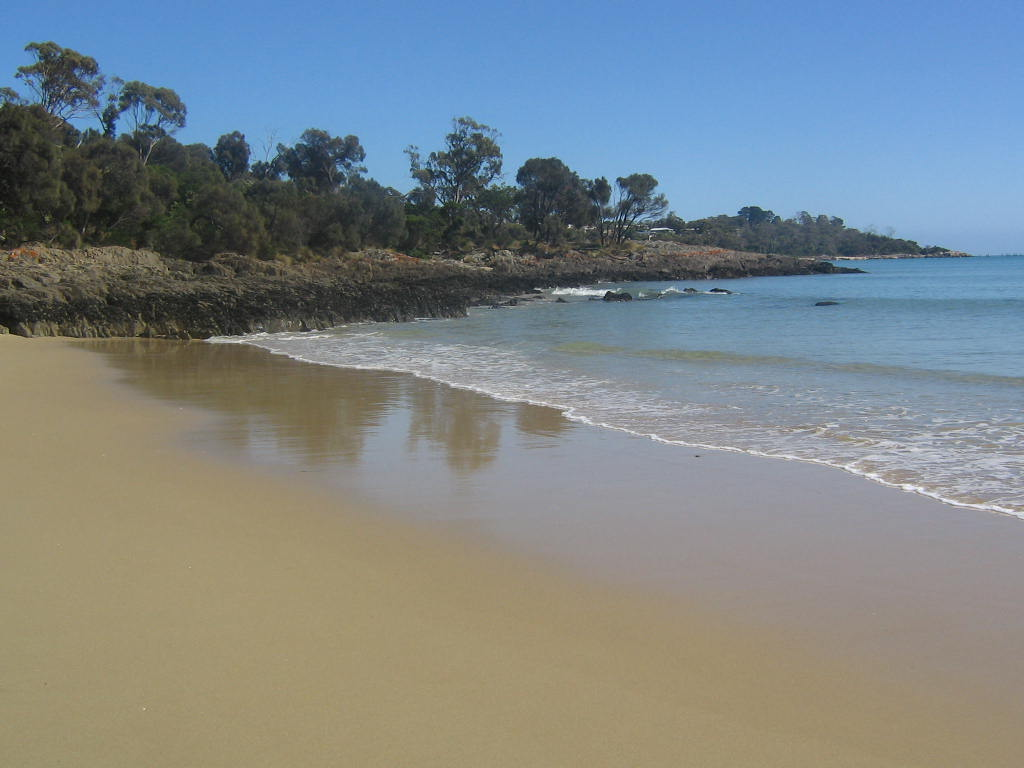
Plage à Bridport

Le bureau de poste a ouvert le 1er mai 1882.
En 2004, un parcours de golf, Barnbougle Dunes, est installé sur des dunes de sable, à 3 km au nord-est de Bridport. Il est vite classé dans le top 50 des practices mondiaux. Un deuxième parcours, appelé Lost Farm, est ensuite mis en place à côté de Barnbougle Dunes. Il ouvre en décembre 2010. Conçu également avec le souci du haut de gamme, ce développement de l'activité permet d'établir des services de qualité dans les dunes, valorisés par la vue exceptionnelle sur Anderson Bay.
Un transport par hélicoptère est mis en service en 2008, pour les voyageurs à partir de Launceston principalement pour les golfeurs qui viennent en Tasmanie pratiquer leur sport.
La pêche commerciale se pratique à Bridport, tout comme la pêche sportive sur les rochers ou avec de petits bateaux.
Les noms de rues de la moitié nord de Bridport sont attribués à des hommes, les noms de femmes se trouvent dans la moitié sud de la ville.
Villes voisines : Scottsdale, Tomahawk et Bellingham.
Une liaison ferroviaire relie Bridport à Lady Barron sur Flinders Island ; elle appartient au Groupe Furneaux. Une petite liaison aérienne effectue des rotations entre l'aérodrome de Bridport et Flinders Island.